# مراقبة المحاصيل بالقمر الاصطناعي

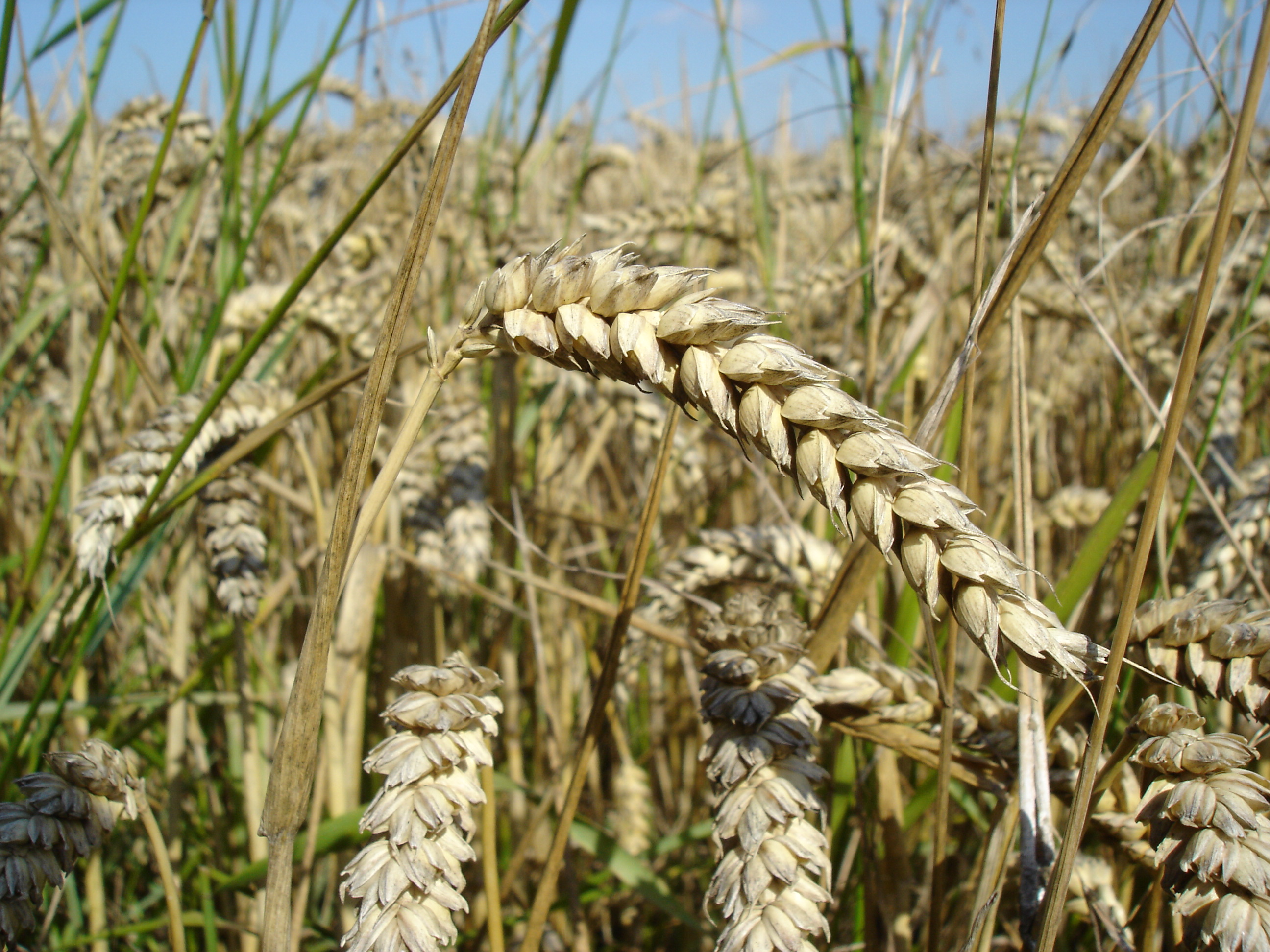

مراقبة المحاصيل بالقمر الاصطناعي — التكنولوجيا التي تسهل مراقبة مؤشر نمو المحاصيل في الوقت الفعلي من خلال التحليل الطيفي لصور القمر الاصطناعي ذات الدقة العالية للحقول والمحاصيل المختلفة، مما يُمكن من تتبع الحركيات الإيجابية والسلبية لنمو المحاصيل. ويشير الاختلاف في مؤشر نمو المحاصيل إلى اختلال تناسب نمو أحد المحاصيل؛ مما يشير إلى ضرورة القيام بالمزيد من أعمال الزراعة في بعض مناطق الحقول — وذلك لأن مراقبة المحاصيل بالقمر الاصطناعي هي جزء من أساليب الزراعة الدقيقة.
وتسمح تكنولوجيا مراقبة المحاصيل بالقمر الاصطناعي بمراقبة المحاصيل على الإنترنت في العديد من الحقول الموجودة في العديد من المناطق والأقاليم وحتى بعض البلاد والقارات المختلفة. وتكمن الميزة المهمة في هذه التكنولوجيا في درجة الأتمتة العالية لوضع المناطق المبذورة وتفسيرها في خريطة تفاعلية يمكن لمجموعات المستخدمين المختلفة قراءتها.
مستخدمو تكنولوجيا مراقبة المحاصيل بالقمر الاصطناعي هم:
- المهندسون الزراعيون وإدارة الشركات الزراعية (التحكم في نمو المحاصيل والتنبؤ بناتج المحاصيل وتحسين قرارات الإدارة)؛
- أصحاب الأعمال (تقديرات توقعات الأعمال واتخاذ القرارات المنطقية عن استثمارات رأس المال وتوفير المعلومات عن قرارات الإدارة)؛
- المستثمرون ومحللو الاستثمار (تقدير إمكانيات الاستثمار واتخاذ قرارات الاستثمار والتوصل إلى التنبؤات المستدامة)؛
- سماسرة التأمين (جمع البيانات وتأكيد مطالب العملاء ونطاق التقديرات وجمع مبالغ أقساط التأمين)؛[7]
- منتجو الآلات الزراعية (تكامل حلول مراقبة المحاصيل من خلال عمليات مراقبة الآلات الزراعية باستخدام أجهزة كمبيوتر لوحية إلى جانب التطور الوظيفي)؛
- المنظمات الأهلية والقطاعية المشاركة في الزراعة والأمن الغذائي والمشكلات البيئية.[8][9]

موفرو خدمات مراقبة المحاصيل بالقمر الاصطناعي:
- أستريوم-جيو (Astrium-Geo)[10]
- كروبيو (Cropio)[11]
- إي ليف (eLeaf)[12]
- بريسيشن أجريكلتشر (PrecisionAgriculture)[13]
- سكايبوكس إيميدجنج (Skybox Imaging)[14]
- فيجا (Vega)[15]